# کوروزونکی
کوروزونکی (به لهستانی:  Kurozwęki) یک روستا در لهستان است که در گمینا ستاشوو واقع شده‌است.
 کوروزونکی   ۲۲۵٫۶ متر بالاتر از سطح دریا واقع شده‌است.